# Acció Catalana
Acció Catalana fou un partit polític catalanista creat arran d'una escissió de les joventuts de la Lliga Regionalista.

## Fundació i trajectòria
Acció catalana es va fundar durant la Conferència Nacional Catalana, una assemblea política que els dies 4 i 5 de juny de 1922 va congregar a Barcelona els elements de la Joventut Nacionalista (com ara el Centre de la Unió Nacionalista presidit a Tarragona per Manuel Galés), dissidents amb la Lliga Regionalista, antics membres de la Unió Federal Nacionalista Republicana i altres joves intel·lectuals independents.
El nou partit estava disconforme amb l'actuació política de la Lliga, que qualificava de poc catalanista i massa dretana i oportunista per la participació de Francesc Cambó al govern d'Antoni Maura sense cap contrapartida al catalanisme. Tot i això, no era un partit independentista. Eren ferms defensors de la cohesió nacional catalana mitjançant l'activitat social i cultural. De la lliga heretà el seu accidentalisme pel que fa a les formes de govern.
El primer comitè central el formaren: Jaume Bofill i Mates, president; Lluís Nicolau d'Olwer, vicepresident; Antoni Rovira i Virgili, també vicepresident; Carles Jordà i Fages, Ramon d'Abadal i de Vinyals i Leandre Cervera i Astor.
Altres membres destacats foren Manuel Raventós, Alexandre Plana, Martí Esteve i Manuel Carrasco i Formiguera.
A les primeres eleccions en què va participar aconseguí uns resultats excel·lents. Va obtenir cinc diputats a la Mancomunitat: tres a Barcelona, un a Vilanova-Sant Feliu i l'altre a Olot-Puigcerdà. A l'estiu del 1923 pactà amb els nacionalistes bascs i gallecs la Triple Aliança.
Durant la dictadura de Primo de Rivera el partit va adquirir el diari La Publicidad i el va catalanitzar totalment; ara sota el nom de La Publicitat, es convertí en el mitjà a través del qual defensaven del seu ideari. També editaren durant una temporada la revista Acció Catalana, amb la participació de prestigiosos intel·lectuals del moment.

## Escissió i reunificació
El 1928 es van escindir breument del partit Rovira i Virgili, Leandre Cervera i Macià Mallol per la manca de compromís republicà i fundaren l'Acció Republicana de Catalunya.
Un cop caiguda la dictadura, els dos partits van participar en el pacte de Sant Sebastià (1930), en el qual Lluís Nicolau d'Olwer fou nomenat membre del govern provisional de la República Espanyola presidit en la clandestinitat per Niceto Alcalá-Zamora. El març de 1931 es van fusionar altre cop en un sol partit: el Partit Catalanista Republicà, que el març de 1933 rebatejarien amb el nom d'Acció Catalana Republicana.